# Dendrobium yengiliense
Dendrobium yengiliense är en orkidéart som beskrevs av Thomas M. Reeve. Dendrobium yengiliense ingår i släktet Dendrobium och familjen orkidéer. Inga underarter finns listade i Catalogue of Life.